# Frederiksoord
Frederiksoord (Drents: Freriksoord) is een dorp in de gemeente Westerveld, in de Nederlandse provincie Drenthe. Het is gelegen ten noordoosten van Steenwijk en ten zuidwesten van Vledder. Tot 1998 behoorde het tot de gemeente Vledder. In het westelijke verlengde is het dorp Nijensleek gelegen. Sinds 2021 staat Frederiksoord op de Unesco-Werelderfgoedlijst als een van de Koloniën van Weldadigheid.
Het ontstaan van Frederiksoord hangt samen met de Maatschappij van Weldadigheid die in 1818 werd opgericht. De naam Frederiksoord is afkomstig van de beschermheer van de organisatie: prins Frederik van Oranje-Nassau.

## Kolonies
De Maatschappij van Weldadigheid stichtte rond 1820 koloniën op de grens van de provincies Drenthe, Overijssel en Friesland, onder andere bij het dorp Vledder. Frederiksoord was aanvankelijk een proefkolonie en in 1818 gesticht. Verpauperde gezinnen uit de grote steden werd daar een bestaan geboden door ze de woeste gronden in het gebied te laten ontginnen en bewerken. In het dorp werd Klonisch gesproken, Hollands met Nedersaksische en Standaardnederlandse invloeden.
Uit de kolonies I en II ontstond het dorp Frederiksoord. De kolonie IV werd het dorp Wilhelminaoord. Andere dorpen die de Maatschappij stichtte waren Willemsoord (Noordwest-Overijssel) en Boschoord. Frederiksoord wordt beschreven in 1823 in het dagboek van Jacob van Lennep die met zijn vriend Dirk van Hogendorp een voettocht door Nederland maakte. In juli van dat jaar bezochten zij Frederiksoord.

## Museum
In het dorp is Museum De Proefkolonie gevestigd.

## Tuinbouwschool
De Maatschappij van Weldadigheid stichtte in 1884 de Gerard Adriaan van Swieten Tuinbouwschool in Frederiksoord. Dat werd mogelijk gemaakt door een schenking van Frederic Henri Louis van Swieten, die daaraan de voorwaarde verbond dat de school genoemd zou worden naar zijn jong overleden zoon. Deze tuinbouwschool, de oudste van Nederland, is in november 2005 verhuisd naar Meppel. Het is nu een mbo-opleiding die hoort bij een agrarisch opleidingscentrum (AOC). Anno 2023 zijn er plannen om de tuinbouwschool in Frederiksoord te reïntroduceren onder de naam "De Proef".
In het dorp, dat 285 inwoners telt, bevinden zich de tuinen van de tuinbouwschool, de fruitcollectie van de Noordelijke Pomologische Vereniging, Museum De Proefkolonie van de Maatschappij van Weldadigheid, het landgoed Westerbeeksloot met het daarbij behorende huis Westerbeek en een hotel.

## Monumenten
Een deel van Frederiksoord is samen met Wilhelminaoord een beschermd dorpsgezicht. Zie ook:
- Lijst van rijksmonumenten in Frederiksoord
- Lijst van gemeentelijke monumenten in Frederiksoord

## Openbaar vervoer
Frederiksoord is per bus te bereiken met de volgende buslijnen van Qbuzz:
- Streekbus 18: Steenwijk - Eesveen - Nijensleek - Frederiksoord - Noordwolde - Oosterstreek - Boyl - Elsloo - Makkinga - Oosterwolde
- Streekbus 20: Assen - Smilde - Dieverbrug - Diever - Wapse - Vledder - Frederiksoord - Eesveen - Steenwijk
- flexBuzz 217: Wolvega - (Oldeholtpade - De Blesse - Steggerda - Vinkega - Oldeberkoop -) Noordwolde - Wilhelminaoord - Frederiksoord - Nijensleek - Eesveen - Steenwijk

## Trivia
- Wim Simons, (1926-2005) schrijver, journalist en uitgever woonde een tijdlang in Frederiksoord.